# Obrzęd chrześcijańskiego wtajemniczenia dorosłych

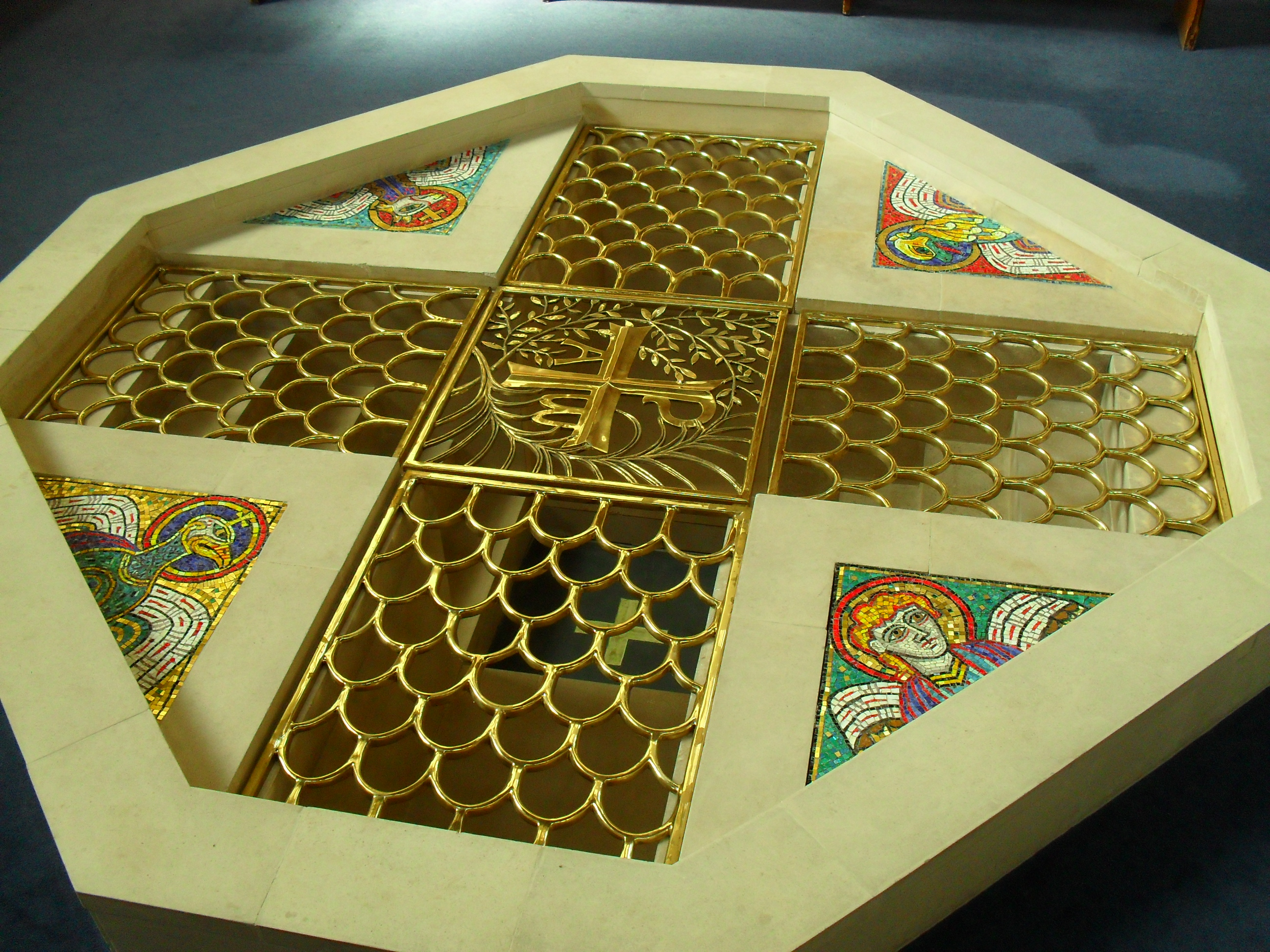
Współczesna sadzawka chrzcielna w katolickiej parafii Guardian Angels (Aniołów Stróżów) w Londynie, zaprojektowana zgodnie ze starochrześcijańską tradycją. Jest wykorzystywana do sprawowania sakramentu Chrztu przez zanurzenie - zarówno dorosłych jak niemowląt. Odbywa się to w parafii zazwyczaj podczas celebracji Wielkiej Nocy paschalnej.

Obrzęd chrześcijańskiego wtajemniczenia dorosłych, OCWD (łac. Ordo initiationis christianae adultorum, OICA) — dokument Kongregacji ds. Kultu Bożego z 1972 roku, dotyczący katechumenatu dorosłych, wraz ze schematami liturgii jego poszczególnych etapów. Stanowi instrukcję liturgiczną oraz rytuał udzielania sakramentów chrztu, bierzmowania i Eucharystii. Obrzęd dotyczy wtajemniczenia w wiarę przede wszystkim dorosłych, którzy pragną stać się chrześcijanami i włączyć się do wspólnoty Kościoła Katolickiego. Adresowany jest także do starszych dzieci, które osiągnęły wystarczający poziom, by zrozumieć istotę chrześcijańskiej wiary, a które decyzją rodziców mają zostać włączone do katolickiej wspólnoty.

## Ranga i znaczenie dokumentu
Obrzęd jest ważnym dopełnieniem Reformy liturgicznej soboru watykańskiego II. Stanowi pierwszy krok przywrócenia w Kościele katechumenatu na skalę powszechną.
Ze względu na wagę dokumentu, polskie wydanie obrzędów zawiera trzy dekrety zatwierdzające jego publikację:
- dekret kard. Józefa Glempa, ówczesnego przewodniczącego Konferencji Episkopatu Polski, z dnia 25 marca 1987 r., zatwierdzający polski przekład OICA i zalecający wprowadzenie do powszechnego użytku na terenie Polski,
- dekret (w języku łacińskim) Kongregacji ds. Kultu Bożego z dnia 7 marca 1986 roku, aprobujący polskie tłumaczenie OICA
- dekret ówczesnej Świętej Kongregacji Kultu Bożego z dnia 6 stycznia 1972 roku ustanawiający niniejsze obrzędy oraz wycofujący dotychczasowy rytuał chrztu dorosłych zawarty w Rituale Romanum.

Według Williama Harmlessa SJ, kiedy w 1972 r. Watykan promulgował Obrzędy chrześcijańskiego wtajemniczenia dorosłych (OCWD) wykazał nieoczekiwany radykalizm. Prawdziwym celem dokumentu było odwrócenie tysiącletniej praktyki i postawy Kościoła zachodniego do tych kwestii. Ralph Keifer opisał to jako rewolucję liturgiczną: „pod egidą Soboru powszechnego, za aprobatą Rzymu i z podpisem papieża podstawowe obrzędy wtajemniczenia… zostały odwrócone do góry nogami i wywrócone z wewnątrz na wierzch, zwiastując wołanie o rozpoczęcie reformy i odnowę najbardziej radykalnego rodzaju”. Harmless wskazał, że cały projekt można łatwo oswoić, rozwodnić lub zignorować, ponieważ wprowadza on rzeczy radykalnie różne od wielu  nawyków liturgicznych, duszpasterskich i katechetycznych odziedziczonych przez Kościół. Zauważa on również, że dokument ten zawiera jedynie najbardziej podstawowy zarys, który należy uzupełnić dogłębnymi badaniami praktyki Ojców Kościoła, którzy byli ekspertami w dziedzinie inicjacji chrześcijańskiej.

## Treść i układ obrzędów

### Wprowadzenie ogólne nt. wtajemniczenia chrześcijańskiego
We wstępie do obrzędów ukazano przy pomocy tekstów biblijnych fundamentalne znaczenie celebracji inicjacji chrześcijańskiej w Kościele. Człowiek, który uwierzył w naukę Jezusa przez chrzest zostaje zanurzony w śmierć Chrystusa, a następnie rodzi się do nowego życia w Chrystusie. Przez sakrament chrztu ludzie stają się członkami Kościoła. Natura tego sakramentu nie zezwala na powtórne jego udzielanie. Zwyczajnymi ministrami są biskupi, prezbiterzy i diakoni. Katechumenowi podczas wprowadzenia i samej celebracji towarzyszą rodzice chrzestni (łac. patrini). Obrzęd chrztu dokonuje się poprzez polanie głowy wodą specjalnie ku temu poświęconą, względnie poprzez zanurzenie. W tym samym momencie należy wypowiedzieć formułę chrzcielną "(N.) ja ciebie chrzczę w imię Ojca i Syna i Ducha Świętego". 